# Barrage et écluses McAlpine
Pour les articles homonymes, voir McAlpine.
 (janvier 2016).
Si vous disposez d'ouvrages ou d'articles de référence ou si vous connaissez des sites web de qualité traitant du thème abordé ici, merci de compléter l'article en donnant les références utiles à sa vérifiabilité et en les liant à la section « Notes et références ».
Le barrage et les écluses McAlpine est un système composé d'un barrage hydroélectrique et de plusieurs écluses sur la rivière Ohio au niveau de la ville de Louisville dans l'État du Kentucky.

## Présentation
Terminé en 1830, le premier nom officiel de l'ensemble fut Louisville and Portland Canal. Un barrage hydroélectrique s'ajoute à l'ensemble entre 1925 et 1927 et le canal est élargi en partie par le corps du génie de l'armée des États-Unis. À l'époque, il s'agit de la septième plus grande installation hydroélectrique du pays.
Le système est renommé en 1960 en hommage à William McAlpine qui était le seul civil à avoir travaillé en tant qu'ingénieur de district du corps des ingénieurs de Louisville. Le canal est situé à 130 mètres au-dessus du niveau de la mer. Le débit moyen s'écoulant dans le système est de 3 340 m3/s  Les écluses, situées sur la rive du côté du Kentucky permettent de franchir un dénivelé de 11 mètres.
Le barrage est composé de huit turbines générant une puissance totale de 80 MW. Des travaux de restauration terminés en 2008 vise à donner à la centrale une puissance totale de 100 MW. La centrale électrique appartient à LG&E qui est une succursale de la société allemande E.ON.